# Federação Africana da Crítica Cinematográfica

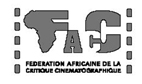
logo FACC

A Federação Africana da Crítica Cinematográfica, também referida com o acrónimo FACC, é uma federação pan-africana que reúne associações de críticos de cinema da África e da diáspora, tal como membros individuais. A sua declinação inglesa é African Federation of Film Critics (AFFC).
No início de 2023, a FACC reúne 43 associações e 456 editores. Está sediada no Senegal. A sua presidente é a jornalista e crítica cultural senegalesa Fatou Kine Sène desde 2019.

## História

### Nascimento da rede Africiné
De 17 a 21 de Fevereiro de 2003, um ateliê sobre a crítica cinematográfica reuniu, em Ouagadougou, 26 jornalistas de rádio e imprensa escrita de 4 países africanos negros: Senegal, Madagáscar, Nigéria e Burquina Fasso. Foi animado pelos críticos Clément Tapsoba, Jean Roy e Olivier Barlet, e coordenado por Gervais Hien em nome do FESPACO, com a ajuda da Cooperação Francesa. A decisão foi tomada durante a avaliação para continuar o trabalho iniciado através do trabalho em rede e da produção conjunta de conteúdos. Foi criado um grupo de discussão na Internet reservado  aos jornalistas culturais  sob o nome de Africiné.
Em Julho de 2003, a Associação Tunisina para a Promoção da Crítica Cinematográfica (ATPCC) organizou um seminário semelhante de quatro dias em Tunes, que confirmou as decisões da rede e examinou os problemas logísticos.
Em Junho de 2004, o Fundo das informantes da Organização Internacional da Francofonia (OIF) concedeu um subsídio para a criação do website Africiné, a produção de conteúdos para o mesmo e a organização de seminários de formação. A gestão desta subvenção de arranque é gerida com base na sua reputação pela associação francesa Africultures sob o controlo de um auditor nomeado pela rede, durante um período de 24 meses com início em Novembro de 2004, com uma prorrogação até ao final de 2007. No final deste período, 4221 filmes foram listados no website e 867 textos foram publicados. No início de 2023, estão presentes 2.560 filmes no sítio web.
A 9 de setembro de 2004, uma reunião de críticos presentes no Festival Internacional de Cinema Feminino em Salé, Marrocos, clarificou os objetivos da rede:
- promover a escrita endógena africana sobre o cinema africano e remediar sua falta de visibilidade internacional,
- incentivar o apoio ao nível cinéfilo e, por conseguinte, aos meios de comunicação social para um cinema de qualidade com valor educativo,
- melhorar a inclusão de África nos circuitos críticos internacionais e encorajar o confronto crítico a este nível em filmes africanos,
- fornecer conteúdos de qualidade com valor documental e analítico sobre o cinema africano,
- fornecer ao público, investigadores e programadores uma base de dados temática de filmes africanos e os contactos profissionais correspondentes,
- permitir aos jornalistas africanos ver novos filmes e aceder a filmes do repertório, bem como a obras fundamentais sobre cinema.

### Criação da Federação africana de crítica cinematográfica
Dos dias 2 a 7 de outubro de 2004, os representantes da rede Africiné nos Dias de Cinema do Cartago reuniram-se todas as manhãs na sede da Federação Tunisina de Cineclubes e decidiram criar uma federação cujos estatutos e regulamentos internos foram adotados. Foi também aprovada uma carte que propunha «inventar um novo método crítico e afirmar a crítica africana, não porque seja o único  e legítimo, mas porque é geralmente sem  visibilidade e não pode participar na percepção global da cinematografia africana e das culturas africanas». Termina com uma citação de Paulin Soumanou Vieyra: « Aceitar a crítica é aceitar ser diferente e pensar que não se detém a verdade absoluta ».
Uma comissão executiva é eleita:
- presidente: Clément Tapsoba (presidente da associação ASCRIC-B, Burquina Fasso)
- primeiro vice-presidente: Mohammed Bakrim (presidente da associação Aflam de Críticos de Cinema de Marrocos)
- segundo vice-presidente: Jean-Marie Mollo Olinga (presidente da associação de críticos cinematográficos dos camaroneses: Cinépresse)
- secretário geral: Hassouna Mansouri (presidente da ATPCC, Associação Tunisina para a Promoção da Crítica Cinematográfica)
- tesoureiro: Olivier Barlet (presidente da associação Africultures, França),

A sede foi criada em Dakar e Thierno Ibrahima Dia foi nomeado facilitador do website Africiné e moderador do grupo de discussão na Internet.

### Desenvolvimento
Um primeiro congresso é organizado no Fespaco de 2009, que elegeu um novo conselho, composto de sete membros:
- presidente: Baba Diop (Senegal)
- primeiro vice-presidente: Francis Ameyibor (Gana)
- segundo vice-presidente: Clement Taspsoba (Burquina-Fasso)
- terceiro vice-presidente: Kamel Ben Ouanes (Tunísia)
- secretário geral: Sani Soulé Manzo (Níger)
- secretário-geral responsável pela comunicação: Jacques Bessala Manga (Camarões)
- tesoureiro: Sitou Ayité (Togo)

Em 2010, a FACC foi encarregada pela FESMAN da programação das projecções-debate e da organização do colóquio Sembène / Chahine .
No mesmo ano, o acordo de sede foi assinado em 30 de Março em Dakar pelo Ministro dos Negócios Estrangeiros, Me Madické Niang.
Foi realizada uma reunião com 17 membros da FACC no Fespaco 2011 e 35 membros no Fespaco 2013 para considerar melhorias no funcionamento geral da Federação e da sua governação. Após uma consulta com todas as associações filiadas, os estatutos e os regulamentos internos são remodelados para ter em conta o crescimento da Federação.
Nos dias 17 e 18 de Dezembro de 2015, a FACC organizou um segundo congresso ordinário em Marraquexe com cerca de trinta participantes representando quinze países membros para alterar e adotar os novos estatutos e regulamentos internos, renovar os órgãos directivos e delinear o plano de acção. O crítico marroquino Khalil Demmoun foi eleito presidente e o conselho executivo foi renovado como se segue:
- primeiro vice-presidente: Mahrez Karoui (Tunísia)

- segundo vice-presidente: Yacouba Sangaré (Costa do Marfim)

- secretária geral: Espéra Donouvossi (Benim)

- secretária-geral adjunta: Fatou Kiné Sene (Senegal)

- tesoureiro geral: Pelagie Ng'onana (Camarões)

- gestor de comunicação: Charles Ayetan (Togo) [9]

O congresso também adotou um plano de ação trienal da FACC para o período 2016-2018, com o objetivo de animar a vida da federação e a implementação da sua missão de apoio aos cinemas africanos.
Em 2020, a FACC lamenta a morte do seu primeiro presidente, Clément Tapsoba.
Durante a 26ª edição do Fespaco, a Assembleia Geral Ordinária de 28 de Fevereiro de 2019 elege uma nova direcção executiva com uma maioria de mulheres.
- presidente: Fatou Kiné Sene (Senegal),
- 1º vice-presidente: Ahmed Shawky (Egito)
- 2º vice-presidente: Fatoumata Sagnane (Guiné)
- secretário geral: Abraham Bayili (Burquina Fasso)
- secretário-geral adjunto: Sahar El Echi (Tunísia)
- tesoureiro geral: Pelagie NG'onana (Camarões)
- gestor de comunicação: Charles Ayetan (Togo)

A assembleia geral também elegeu  dois auditores: Renate Lemba (RDC) e Rodéric Dèdègnonhou (Benim).

### Direção
| Nome              | Nacionalidade  | Período de mandato |
| ----------------- | -------------- | ------------------ |
| Clement Tapsoba   | Burquina Fasso | 2004-2009          |
| Baba Diop         | Senegal        | 2009-2015          |
| Khalil Demmoun    | Marrocos       | 2015-2019          |
| Fatou Kiné Sene   | Senegal        | 2019-2023          |
| Fatoumata Sagnane | Guiné          | desde 2023         |

### Comissão executiva
Na ocasião da assembleia geral do dia 2 de março de 2023 durante o Fespaco em Ouagadougou, uma nova comissão executiva foi eleita composta por:
1. Presidente: Fatoumata Sagnane (Guiné Conacri)
2. 1º Vice-Presidente: Dr. Hector Victor Kabré (Burquina Fasso)
3. 2º Vice-presidente: Pierre Patrick Touko (Camarões)
4. Secretaria geral: Sidney Cadot-Sambossi (França)
5. Secretário-geral adjunto: Dr. Youssoufa Halidou Harouna (Níger)
6. Tesoureira: Bigue Bob (Senegal)
7. Gestor de comunicação: Yacouba Sangaré (Costa do Marfim)

## Ateliers de formação
Vários ateliers de formação são organizados durante festivais de cinema ou sobre iniciativas locais para reforçar a estrutura da Federação, sobretudo para a criação de associações nacionais de críticos de cinema:
- Argélia: Tremecém (Amazigh Film Festival, 2007),
- Burquina Fasso: Ouagadougou, em cada edição do Fespaco desde 2003.
- Benin: Uidá (Quintessence, 2005),
- Camarões: Iuandé (telas negras, 2004 e 2005),
- Egito: Luxor (Festival de Cinema Africano de Luxor 2013 e 2014)
- Gabão: Libreville (Iniciativa do Instituto gabonês de Imagem e Som, 2010)
- Gana: Acra (iniciativa NAFTI, 2005),
- Guadalupe: Pointe-a-Pitre ( FEMI, 2007),
- Guiné: Conacri (iniciativa local e Cooperação Francesa, 2013)
- Madagáscar: Antananarivo (Encontros de curtas-metragens, 2010),
- Maurícia: Universidade de Maurícia (Ile Courts Festival, 2017)
- Mauritânia: Nuaquexote (Festival Cinémas des Frontières, 2014)
- Níger: Niamei (Niamey Documentary Film Forum, 2012) [13]
- Nigéria: Lagos (Iniciativa da Cooperação Francesa, 2006),
- Senegal: Dacar (Neighborhood Film Festival, 2005 - Iniciativa da Associação Senegalesa de Críticos de Cinema, 2007 e 2014 - Dakar Courts Festival, 2021 e 2022)
- RDC: Quinxassa (iniciativa local e Cooperação Francesa, 2013),
- Ruanda: Quigali (Mashariki Film Festival, 2017)
- Tunísia: Tunes (iniciativa ATPCC, 2004), Tunis (European Film Festival, 2005).

## Base de dados
Em colaboração com a associação Africultures, a FACC desenvolve desde Outubro de 2004 uma base de dados muito completa de filmes de África ou sobre África, personalidades de cinema africanos, estruturas profissionais e informações sobre a atualidade. É integrada à base multidisciplinar "Sudplanète" que serve de suporte para as páginas internet Africiné e Africultures . Ela contém no início de 2023, cerca de 22 000 filmes.

## O boletim Africiné
A cada FESPACO desde 2005, um boletim crítico de 8 páginas é elaborado por um ateliê de formação organizado pela FACC. Ele é formatado e impresso pelo ateliê. Muitas vezes ele contém várias edições ; é impresso em 1000 exemplares e é distribuído gratuitamente aos festivaleiros.

## Júri da crítica africana - Prêmio Paulin Soumanou Vieyra
Em 1988, durante o terceiro Encontro de Cinema Africano em Khouribga, um júri de críticos criou o "Prêmio Paulin Vieyra", mas não teve continuação.
Júris de crítica africana, constituídos por críticos de cinema, são organizados pela FACC desde 2009 em vários festivais em África, em parceria com o festival. O Prémio atribuído visa incentivar o cinema de boa qualidade artística, mas também apoiar jovens talentos emergentes.
Desde 2013, ele tem o nome de  "Prêmio Paulin Soumanou Vieyra", em homenagem ao primeiro crítico da África negra.
Ele foi atribuído a:
| Ano  | Nome do filme                   | Realizador                          | País               | Festival                                                  |
| ---- | ------------------------------- | ----------------------------------- | ------------------ | --------------------------------------------------------- |
| 2009 | Teza                            | Haïlé Gerima                        | Etiópia            | FESPACO 2009                                              |
| 2013 | One Man's Show                  | Newton Aduaka                       | Nigéria            | FESPACO 2013                                              |
| 2014 | Les Hommes d’argile             | Mourad Boucif                       | Marrocos           | Festival Internacional do filme trans-saaariano de Zagora |
| 2015 | C'est eux les chiens            | Hicham Lasri                        | Marrocos           | FESPACO 2015                                              |
| 2016 | C'est eux les chiens            | Hicham Lasri                        | Marrocos           | Luxor African Film Festival                               |
| 2016 | Eshtebak                        | Mohamed Diab                        | Egito              | JCC 2016                                                  |
| 2016 | Les hommes d’argile             | Mourad Boucif                       | Egito              | Festival internacional do filme trans-saariano de Zagora  |
| 2017 | Serpent                         | Amanda Evans                        | África do Sul      | Durban international Film Festival                        |
| 2017 | Tant qu'on vit                  | Dani Kouyaté                        | Burquina Fasso     | Festival internacional do filme trans-saariano de Zagora  |
| 2017 | Massafat Mile Bihidayi          | Saïd Khallaf                        | Marrocos           | FESPACO 2017                                              |
| 2017 | Comboio de Sal e Açúcar         | Licínio Azevedo                     | Moçambique         | JCC 2017                                                  |
| 2018 | Sofia                           | Meryem Benm’Barek                   | Marrocos           | JCC 2018                                                  |
| 2018 | Mama Bobo                       | Robin Andelfinger et Ibrahima Seydi | França, Senegal    | Encontros do filme Madagascar                             |
| 2019 | Indigo                          | Selma Bargach                       | Marrocos           | FESPACO 2019                                              |
| 2019 | You come from far away          | Amal Ramsis                         | Egito              | Festival internacional dos filmes d'Ismaïlia              |
| 2019 | Un coin du ciel noir            | Djingarey Maïga                     | Níger              | Toukountchi Festival de Cinéma du Niger                   |
| 2020 | Awa (Ici)                       | Deborah Basa                        | República do Congo | Encontros do filme Madagascar                             |
| 2021 | La Femme du fossoyeur           | Khadar Ayderus Ahmed                | Somália            | FESPACO 2021                                              |
| 2021 | Argu                            | Omar Belkacemi                      | Argélia            | JCC 2021                                                  |
| 2021 | Tuk Tuk                         | Mohamed Kheidr                      | Egito              | Encontros do filme Madagascar                             |
| 2022 | La Vie d’après                  | Anis Djaad                          | Tunísia            | JCC 2022                                                  |
| 2023 | Mami Wata                       | C.J. "Fiery" Obasi                  | Nigéria            | FESPACO 2023                                              |
| 2025 | Katanga, la danse des scorpions | Dani Kouyaté                        | Burquina Fasso     | FESPACO 2025                                              |